# Romet Gil

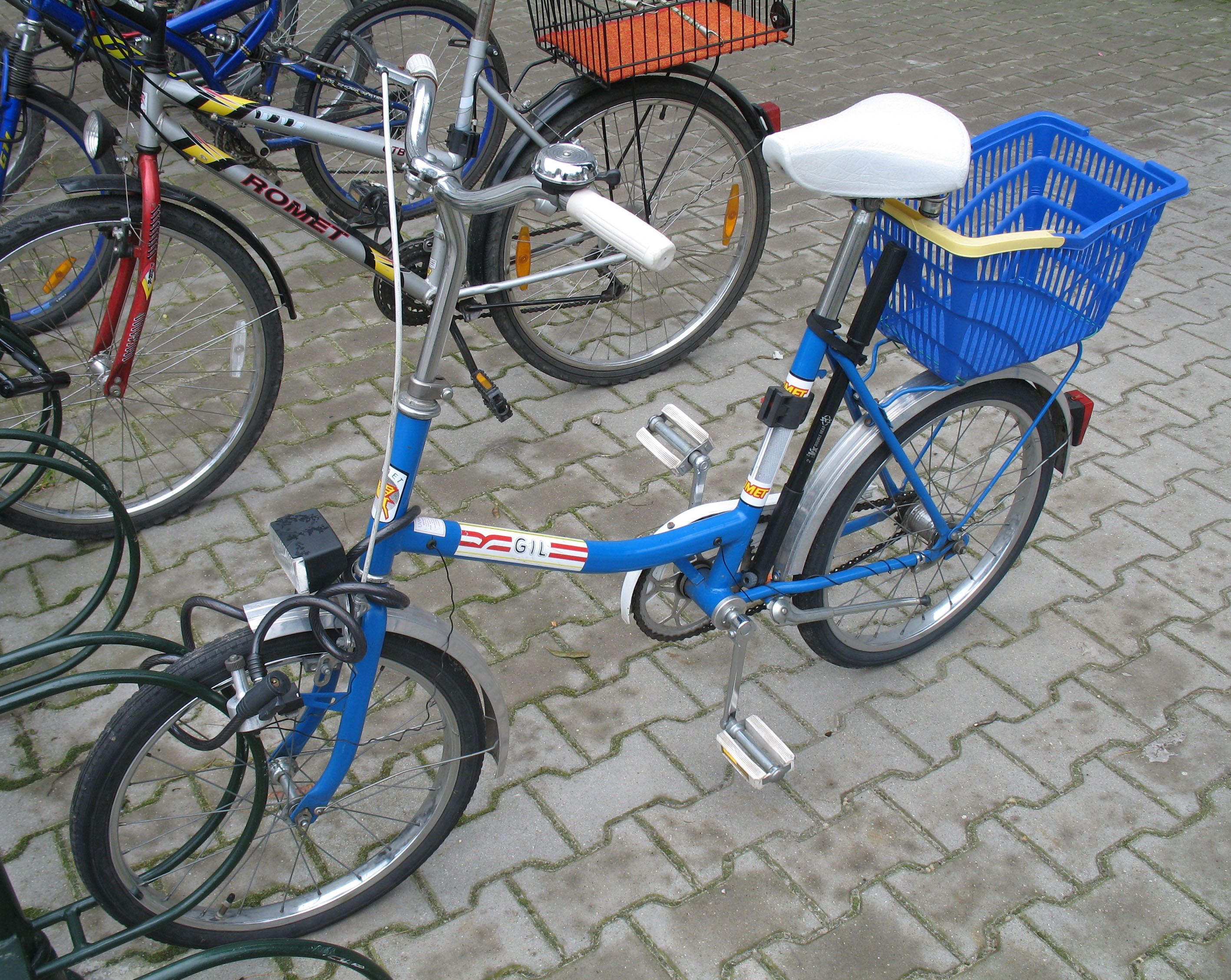
Rower Romet Gil

Romet Gil – model małego roweru produkowanego w fabryce rowerów Romet w Bydgoszczy, a w późniejszym czasie także w Kowalewie.
Na pierwszy rzut oka przypomina modele Romet Wigry 2 i Wigry 3, jednak nie posiada on funkcji składania. Posiadał koła o rozmiarze 20 X 1,75 cala. Fabrycznie wyposażony był w dzwonek, lampkę przednią i tylną zasilaną dynamem.
Romet Gil, czyli nieskładana wersja modelu Wigry produkowany był w latach 70. XX w. i 80. XX w. równolegle z modelem Agat, który był nieskładaną wersją Jubilata, a różnił się od Gila tym samym, co Wigry od Jubilata - rozmiarem kół. Gil miał koła identyczne jak w Wigry, tzn. o rozmiarze 20", a Agat takie jak w Jubilacie - o rozmiarze 24".